# Гігрофор пізній
Мокриця бура, гігрофор пізній (Hygrophorus hypothejus (Fr.) Fr.) — їстівний гриб родини гігрофорових — Hygrophoraceae.

## Будова
Шапка (3-6) 10 см у діаметрі, тупо-конусоподібна, опукло- або плоскорозпростерта, з опушеним краєм, бурувато-оливкова, оливково-коричнева чи рудувата, пізніше світлішає до жовтої, золотисто-жовтої, слизька, гола, іноді притиснуто-тонкорадіально-волокниста. Пластинки жовтуваті, згодом оранжевожовті, рідкі, вузькі, спускаються по ніжці. Спорова маса біла. Спори 7-10 Х 4-6 мкм, гладенькі. Ніжка 3-10 Х 0,5-1 см, спочатку з кільцеподібним залишком часткового покривала, щільна, лимонно-жовта, вгорі та біля основи біла, пізніше гола, слизька. М'якуш білий, під шкіркою жовтуватий, з приємним смаком і запахом.

## Поширення та середовище існування
Поширений на Поліссі та в Лісостепу. Росте у соснових лісах, здебільшого групами.

## Практичне використання
Збирають у вересні — листопаді. Зустрічається часто. Добрий їстівний гриб. Використовують вареним, смаженим, а також сушеним.